# Nematanthus wettsteinii
Nematanthus wettsteinii, còn gọi là cây Cá vàng, là một loài thực vật có hoa trong họ Tai voi. Loài này được (Fritsch) H.E. Moore mô tả khoa học đầu tiên năm 1973.
Loài này được tìm thấy tại Nam Mỹ, được ghi nhận ở Nam Brazil, Paraní, Đông Nam Brazil, São Paulo.

## Hình ảnh

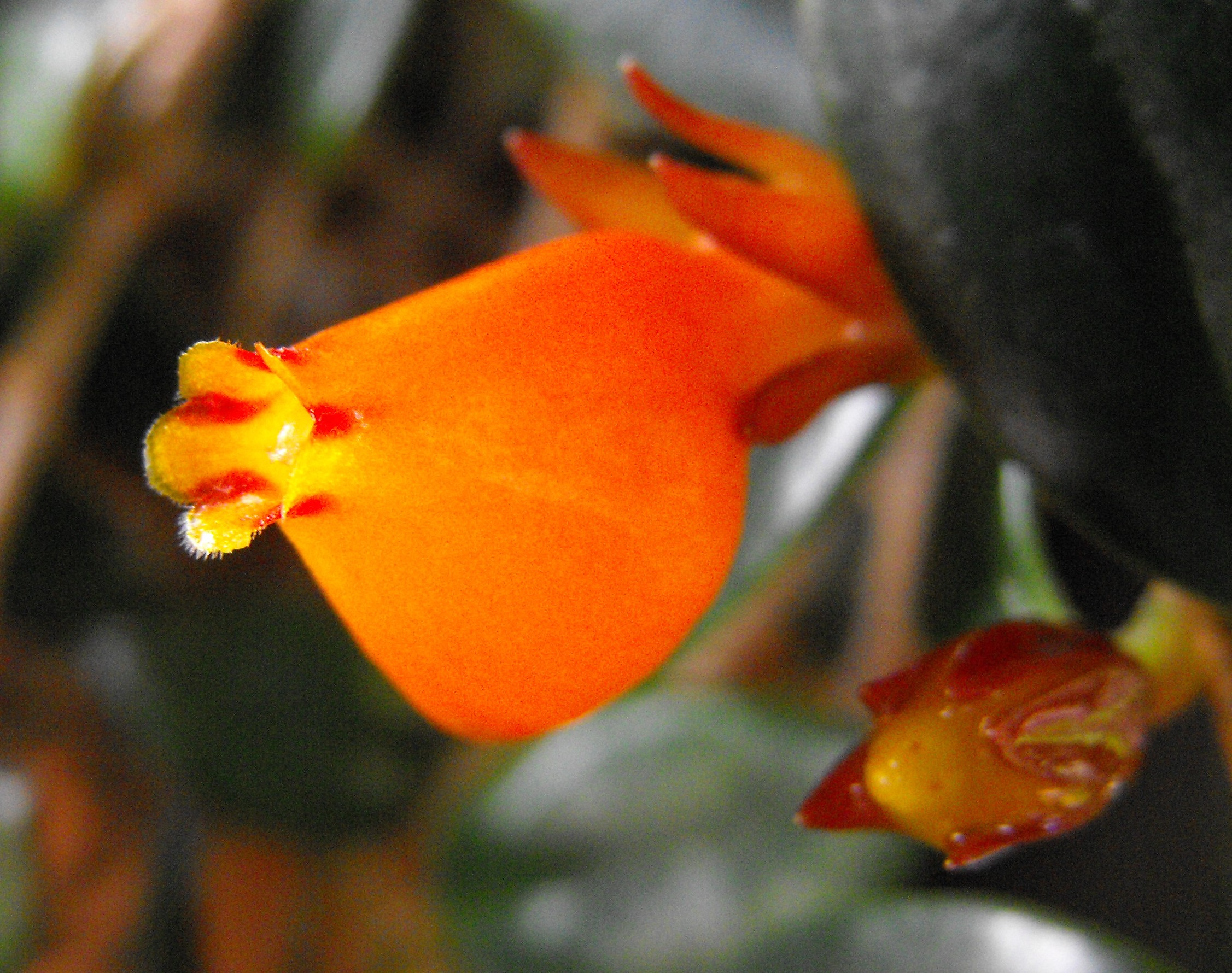
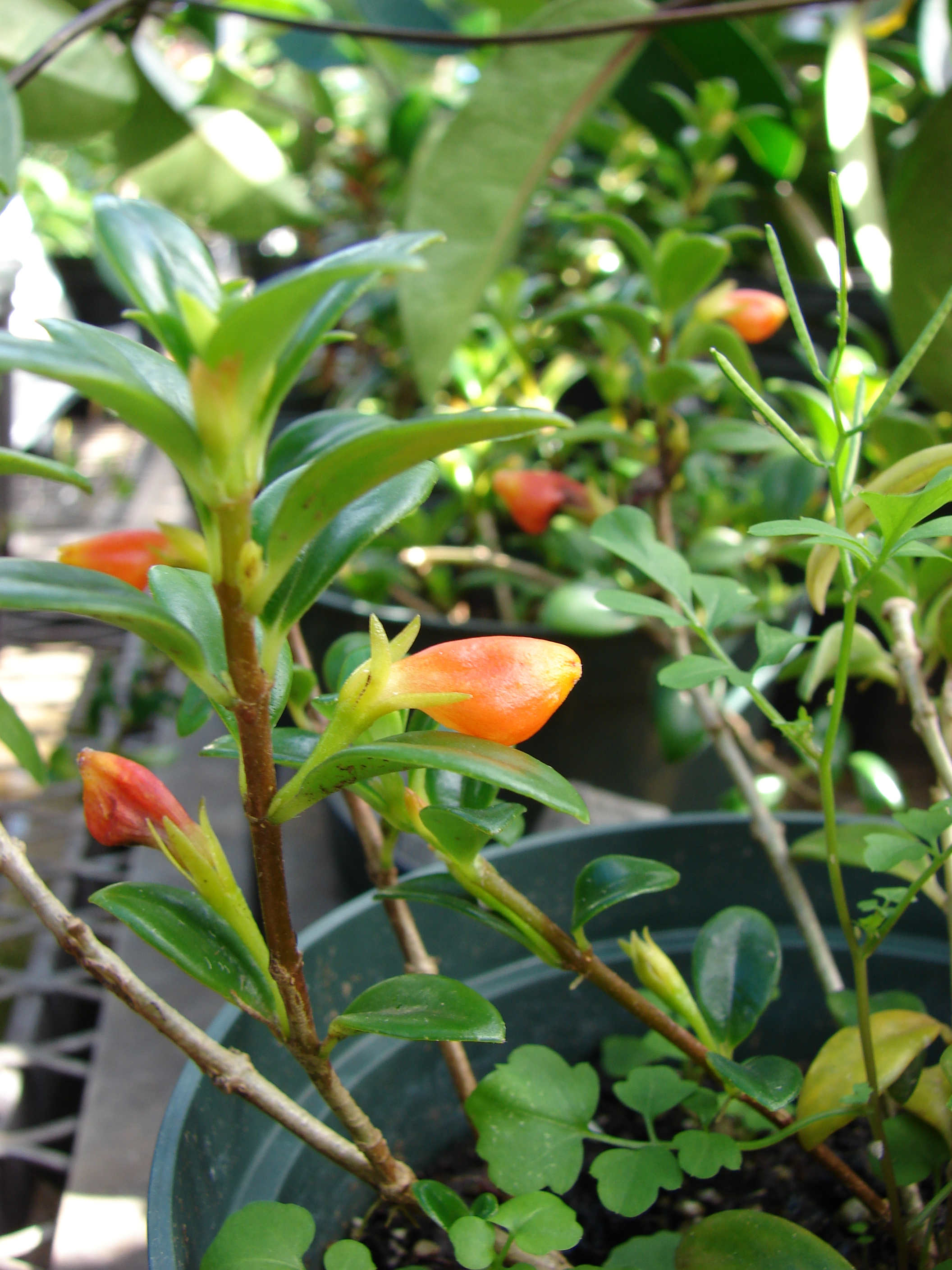